# 고즈마촌
고즈마촌(上妻村)은 일본 후쿠오카현 야메군에 설치되었던 촌이다. 1951년 4월 1일 고즈마촌 및 후쿠시마정·나가미네촌·산고촌·야하타촌 등 5개 정·촌이 대등 합병하여 후쿠시마정이 신설되고 폐지되었다.